# Ligne d'Haubourdin à Saint-André
La ligne d'Haubourdin à Saint-André est une ligne ferroviaire française à écartement standard, électrifiée et à double voie, reliant la gare d'Haubourdin à celle de Saint-André (Nord). De nos jours, elle est uniquement utilisée pour le fret.
Elle constitue la ligne no 292 000 du réseau ferré national.

## Historique
La ligne est concédée à la Compagnie anonyme du chemin de fer de Lille à Valenciennes et ses Extensions par une convention signée le 17 mai 1875 entre le ministre des Travaux publics et la compagnie. Cette convention est approuvée à la même date par un décret qui déclare la ligne d'utilité publique à titre d'intérêt général.
Les 31 décembre 1875 et 2 février 1876, la Compagnie des chemins de fer de Lille à Valenciennes signe un traité avec la Compagnie des chemins de fer du Nord pour l'exploitation jusqu'à l'échéance de la concession de l'ensemble des lignes dont elle est concessionnaire. Ce traité est approuvé par un décret le 20 mai 1876.
La ligne est intégrée au réseau de la Compagnie des chemins de fer du Nord selon les termes d'une convention signée entre le ministre des Travaux publics et la compagnie le 5 juin 1883. Cette convention est approuvée par une loi le 20 novembre suivant.

## Caractéristiques

### Tracé
La ligne prend naissance près de la gare d'Haubourdin à partir de la ligne de Fives à Abbeville et se termine en rejoignant la gare de Saint-André (Nord) sur la ligne de Lille aux Fontinettes. Le projet date de 1924, il consiste à contourner par l'ouest la commune de Lille. La ligne dessert la halte fermée d'Haubourdin et la gare de Lomme.

## Exploitation
La ligne n'est plus exploitée pour le trafic voyageurs, mais l'est pour le fret. Un embranchement particulier dessert le port de Lille.

## Projets
La réouverture de la ligne au trafic voyageurs dans le cadre d’une « ceinture ferroviaire » de Lille a été proposée lors de la concertation publique pour l’établissement du schéma directeur des infrastructures et des transports (SDIT) en 2019 . Le SDIT définitif adopté en juin 2019 reprend bien la « réactivation de  la  ceinture  ferroviaire  ouest  de  Lille », sans préciser plus de modalités.

## Galerie

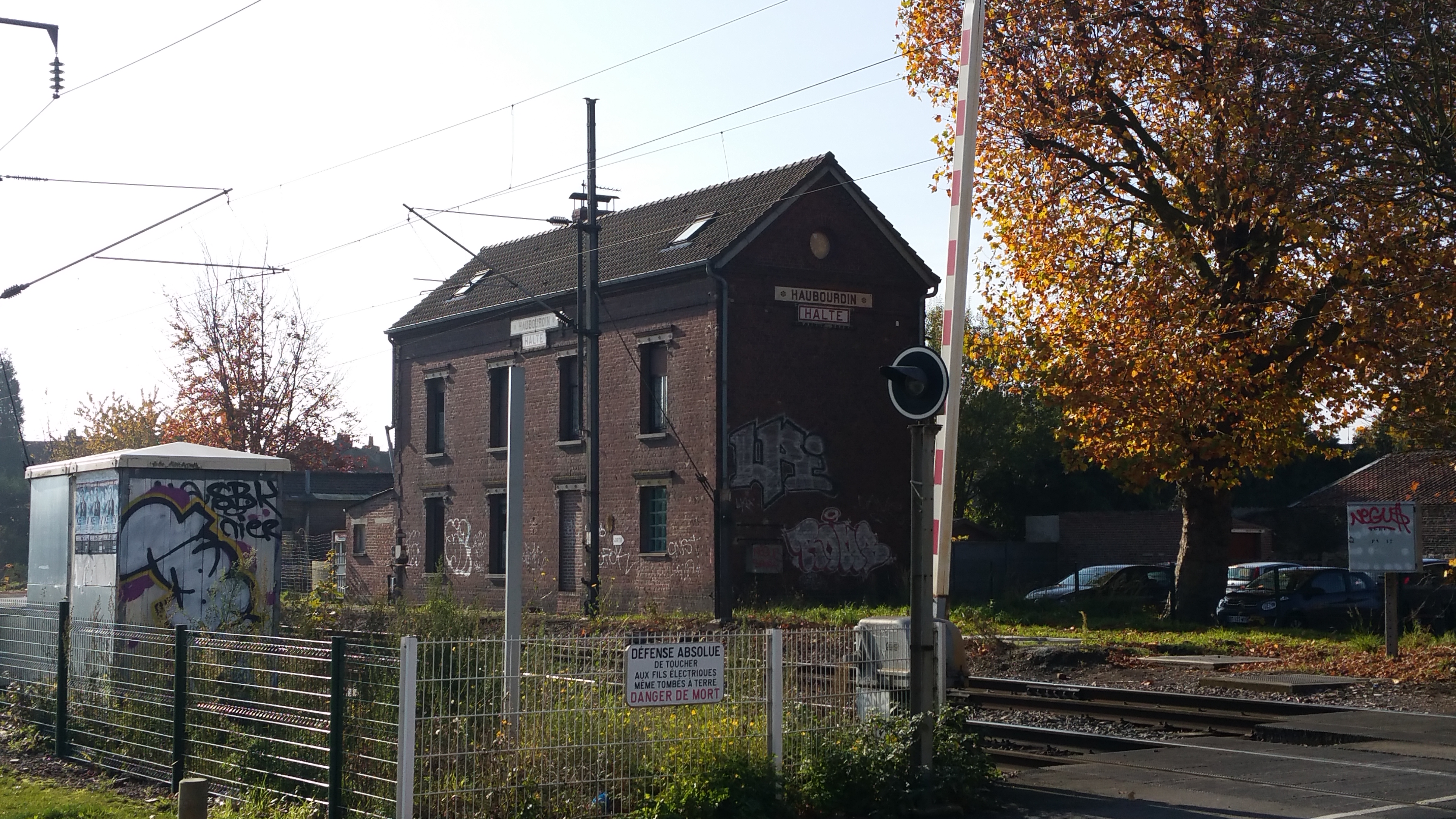
La deuxième gare d’Haubourdin, appelée « Haubourdin-Halte », actuellement à l’abandon.
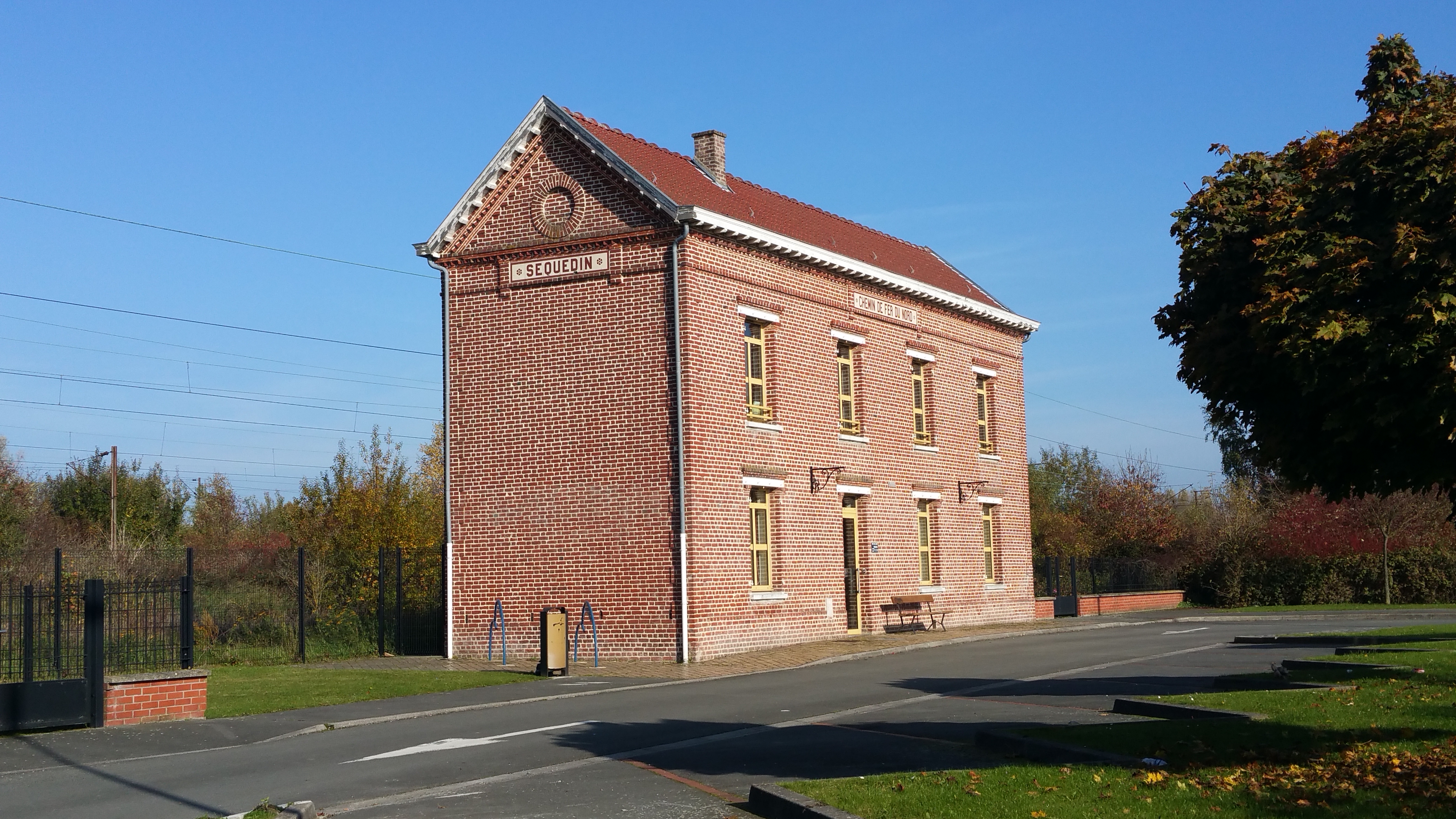
L’ancienne gare de Sequedin, rénovée et reconvertie.
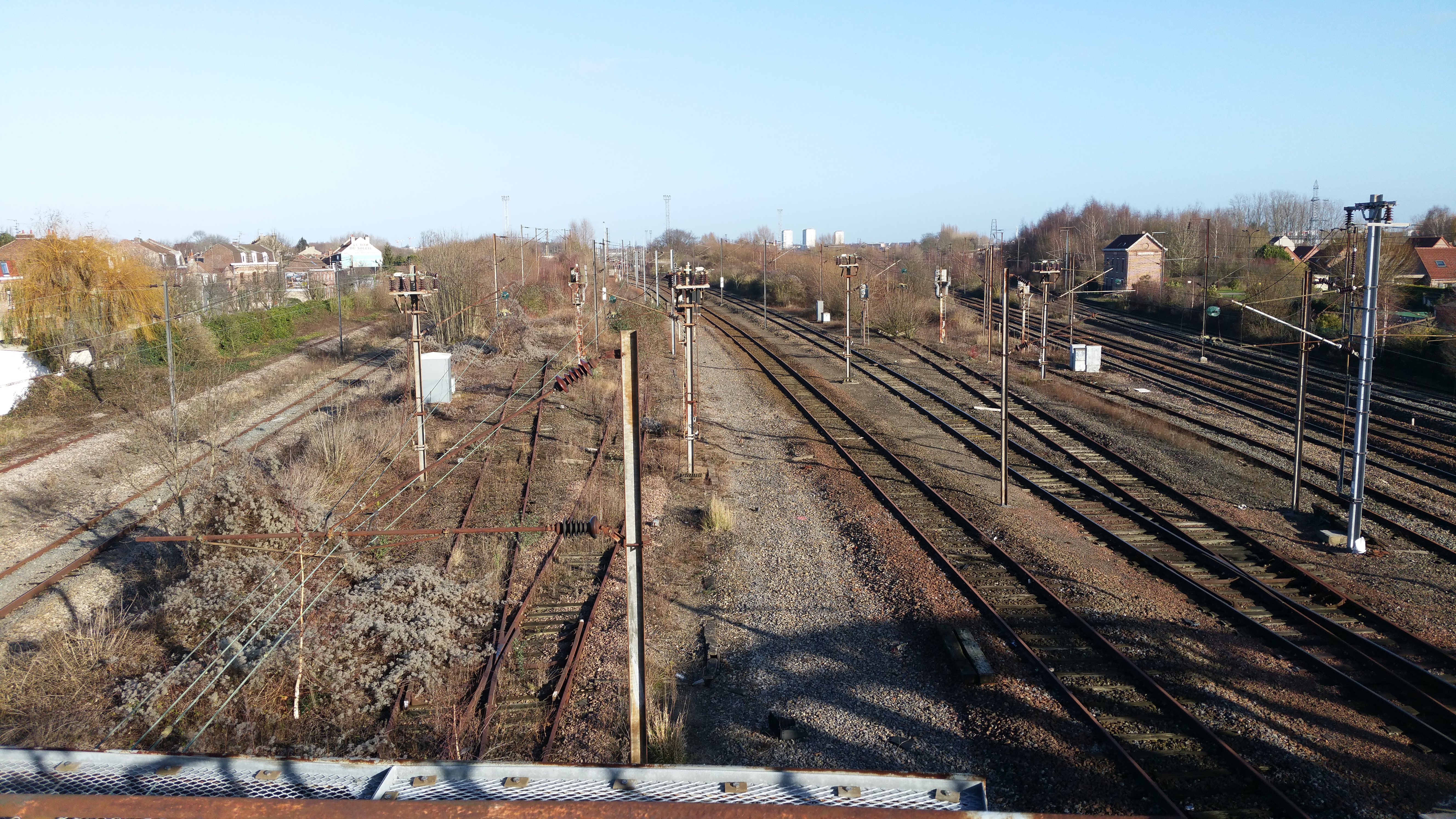
Le triage de Lille-Délivrance, à Lomme.
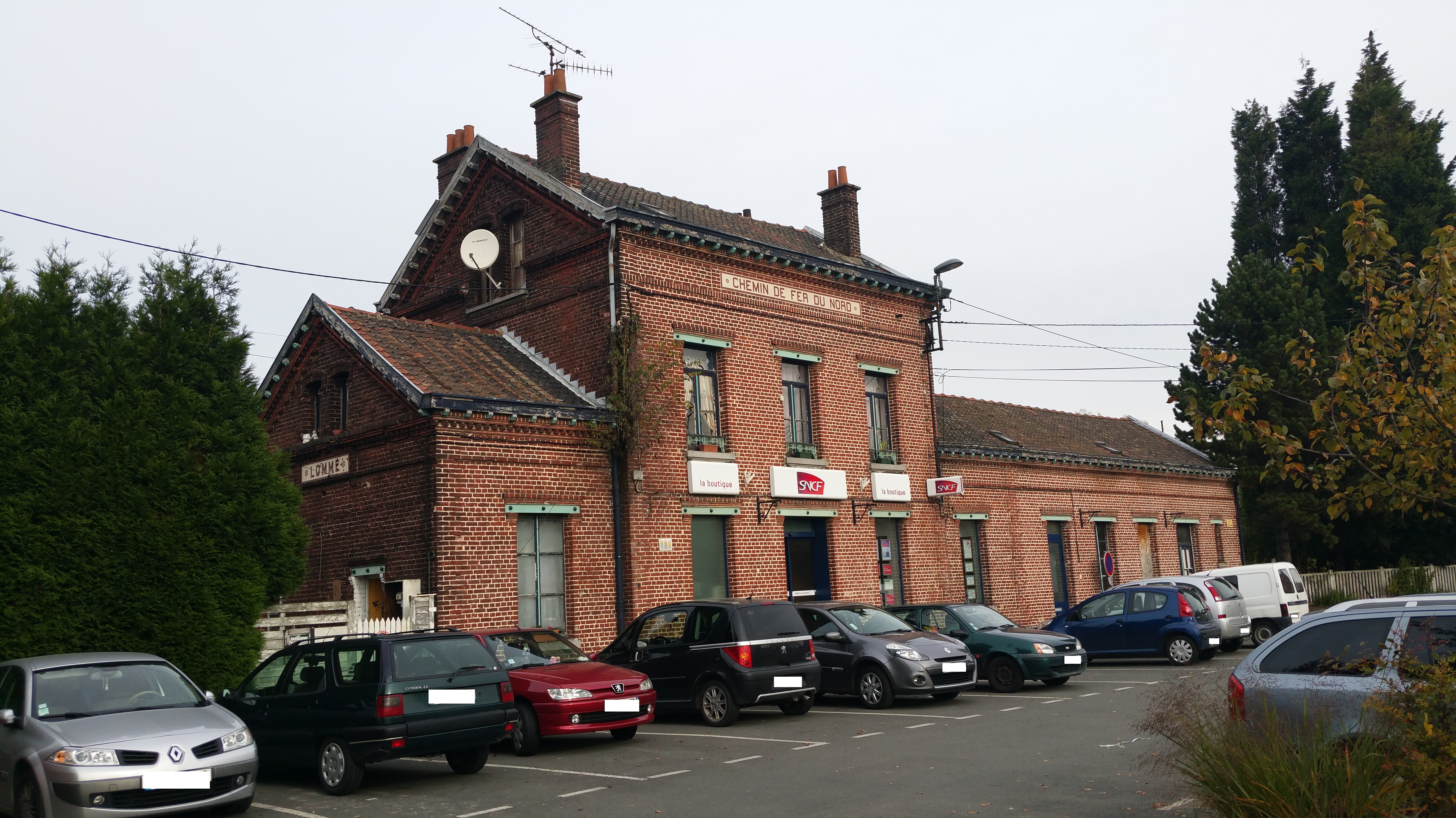
La gare de Lomme, actuelle boutique SNCF